# Gudermannova funkcija
Gudermannova funkcija (oznaka {\displaystyle \operatorname {g} d{\text{ }}x}) povezuje trigonometrične in hiperbolične funkcije brez uporabe kompleksnih števil.
Imenuje se po nemškem matematiku Chrisophu Gudermannu (1798 – 1852).
Določena je z
{\displaystyle {\begin{aligned}{\rm {gd}}\,x&=\int _{0}^{x}{\frac {dt}{\cosh t}}\\[8pt]&=\arcsin \left(\tanh x\right)=\mathrm {arctan} \left(\sinh x\right)\\[8pt]&=2\arctan \left[\tanh \left({\tfrac {1}{2}}x\right)\right]=2\arctan(e^{x})-{\tfrac {1}{2}}\pi .\end{aligned}}\,\!}
Za Gudermannovo funkcijo veljajo naslednje zveze 
{\displaystyle {\begin{aligned}{\color {white}{\dot {\color {black}\sin \mathrm {gd} \,x}}}&=\tanh x;\quad \csc \mathrm {gd} \,x=\coth x;\\\cos \mathrm {gd} \,x&=\mathrm {sech} \,x;\quad \,\sec \mathrm {gd} \,x=\cosh x;\\\tan \mathrm {gd} \,x&=\sinh x;\quad \,\cot \mathrm {gd} \,x=\mathrm {csch} \,x;\\{}_{\color {white}.}\tan {\tfrac {1}{2}}\mathrm {gd} \,x&=\tanh {\tfrac {1}{2}}x.\end{aligned}}\,\!}.
Inverzna funkcija Gudermannove funkcije je določena na intervalu {\displaystyle -\pi /2<x<\pi /2}
{\displaystyle {\begin{aligned}\operatorname {gd} ^{-1}\,x&=\int _{0}^{x}{\frac {dt}{\cos t}}\\[8pt]&=\ln \left|{\frac {1+\sin x}{\cos x}}\right|={\tfrac {1}{2}}\ln \left|{\frac {1+\sin x}{1-\sin x}}\right|\\[8pt]&=\ln \left|\tan x+\sec x\right|=\ln \left|\tan \left({\tfrac {1}{4}}\pi +{\tfrac {1}{2}}x\right)\right|\\[8pt]&=\mathrm {artanh} \,(\sin x)=\mathrm {arsinh} \,(\tan x).\end{aligned}}}.
Odvod Gudermannove funkcije je 
{\displaystyle {\frac {d}{dx}}\;\mathrm {gd} \,x=\mathrm {sech} \,x;\quad {\frac {d}{dx}}\;\operatorname {gd} ^{-1}\,x=\sec x}.